# Чемпионат России по прыжкам 2024
Чемпионат России по прыжкам 2024 года — соревнование по фигурному катанию среди российских фигуристов сезона 2023/2024 годов, организованное Федерацией фигурного катания на коньках России совместно с «Первым каналом». Мероприятие состоялось с 19 по 21 января 2024 года в Москве, в спортивном комплексе «ЦСКА Арена».

## История
Изначально проведение второго чемпионата по прыжкам было запланировано в спортивном комплексе «Юбилейный» в Санкт-Петербурге с 2 по 3 декабря 2023 года. Однако турнир был перенесён по причине проведения на территории арены концерта комика Павла Воли 1 декабря. Турнир был перенесён на 19 января 2024 года, а вместо него в декабре в Калуге был проведён первый Кубок Первого канала по фигурному катанию среди юниоров.
18 января по состоянию здоровья с чемпионата снялись одиночницы Камила Валиева, Алина Горбачёва, Алиса Двоеглазова и пара Анастасия Мухортова и Дмитрий Евгеньев, из-за проблем с экипировкой снялась пара Анастасия Чернышова и Владислав Вильчик. 19 января была проведена квалификация одиночников и пар в личный турнир, 20 января прошёл личный турнир, а 21 января — командные соревнования. Трансляция турнира велась на «Первом канале» и на платформе Okko.

## Личное соревнование
В квалификации личного турнира одиночников претенденты исполняют по одному сольному прыжку и по одному каскаду из двух прыжков (по две попытки на элемент). В квалификации парного катания фигуристы исполнят подкрутку, сольный прыжок и выброс (по одной попытке на элемент, но, если в нём четыре оборота, количество попыток увеличивается до двух).
В основном личном турнире одиночников четыре раунда: в первом раунде исполняется один сольный прыжок и каскад из не более чем двух прыжков, во втором — два сольных прыжка и каскад из не более чем двух прыжков, в третьем — один сольный прыжок и каскад из не более чем двух прыжков и каскад из не более чем трёх прыжков, в четвёртом — два сольных прыжка и каскад из не более чем двух прыжков и каскад из не более чем пяти прыжков. Ойлер засчитывается как один из прыжков. В раундах один из сольных прыжков и первый прыжок в одном из каскадов должны отличаться друг от друга. На исполнение каждого элемента дается не более двух попыток.
Также участникам предусмотрен приз по 250 тысяч рублей за лучшее исполнение подкрутки, выброса, сольного прыжка, каскада из не более чем двух прыжков, каскада из не более трёх прыжков, каскада из не более пяти прыжков.
После завершения личных соревнований победительница турнира среди одиночниц Маргарита Базылюк исполнила на бис каскад четверной сальхов — ойлер — четверной сальхов.

## Командное соревнование
В соревнованиях участвовали две команды — «Команда Галлямова» (красные) и «Команда Козловского» (синие). В каждой команде 11 участников: четыре представителя парного катания и семь спортсменов из одиночных дисциплин. В соревнованиях пять раундов, в каждом из которых разные требования к техническому контенту. Капитаны команды определяли, кто и когда выступает. При этом каждый участник мог кататься максимум в двух раундах. На исполнение каждого элемента давалась одна попытка. В каждую команду был приглашён один спортсмен из непрошедших квалификацию на личный турнир или не участвовавших в ней — это Дмитрий Алиев и Елизавета Туктамышева, они имели право самостоятельно выбирать команду для участия. Победившая команда получила 5 млн рублей, занявшая второе место — 3 млн рублей.
Ведущими командного турнира были Алина Загитова и Алексей Ягудин, корреспондентом красной команды был Максим Траньков, синей команды — Анна Щербакова. Специально приглашённые гости — прыгунья в высоту Мария Ласицкене, спортивный гимнаст Никита Нагорный и сноубордист Вик Уайлд, у которых брала комментарии Камила Валиева.

## Участники

### Личные соревнования

#### Квалификация
| Место | Мужчины            | Женщины             | Пары                                    |
| ----- | ------------------ | ------------------- | --------------------------------------- |
| 1     | Арсений Федотов    | Аделия Петросян     | Анастасия Мишина и Александр Галлямов   |
| 2     | Пётр Гуменник      | Маргарита Базылюк   | Александра Бойкова и Дмитрий Козловский |
| 3     | Лев Лазарев        | Елена Костылева     | Екатерина Чикмарёва и Матвей Янченков   |
| 4     | Глеб Лутфуллин     | Алёна Принёва       | Елизавета Осокина и Артём Грицаенко     |
| 5     | Михаил Терновский  | Мария Гордеева      | Кира Доможирова и Илья Вегера           |
| 6     | Евгений Семененко  | Екатерина Кольцова  | Влада Селиванова и Виктор Потапов       |
| 7     | Марк Кондратюк     | Виктория Морозова   | Юлия Артемьева и Алексей Брюханов       |
| 8     | Иван Попов         | Арина Мохова        | Наталья Хабибуллина и Илья Княжук       |
| 9     | Макар Игнатов      | Софья Муравьёва     |                                         |
| 10    | Владислав Дикиджи  | Диана Мильто        |                                         |
| 11    | Николай Колесников | Алёна Жилина        |                                         |
| 12    | Григорий Фёдоров   | Надежда Понтелеенко |                                         |

#### Основной турнир
| Место | Мужчины                                                              | Женщины             | Пары                                                               |
| ----- | -------------------------------------------------------------------- | ------------------- | ------------------------------------------------------------------ |
| 1     | Арсений Федотов (приз за лучший сольный прыжок)                      | Маргарита Базылюк   | Елизавета Осокина и Артём Грицаенко (приз за лучшую подкрутку)     |
| 2     | Иван Попов                                                           | Аделия Петросян     | Александра Бойкова и Дмитрий Козловский (приз за лучшую подкрутку) |
| 3     | Лев Лазарев (приз за лучший сольный прыжок и каскад из пяти прыжков) | Елена Костылева     | Анастасия Мишина и Александр Галлямов (приз за лучший выброс)      |
| 4     | Евгений Семененко (приз за лучший каскад из трёх прыжков)            | Софья Муравьёва     | Екатерина Чикмарёва и Матвей Янченков                              |
| 5     | Глеб Лутфуллин                                                       | Екатерина Кольцова  | Юлия Артемьева и Алексей Брюханов                                  |
| 6     | Николай Колесников                                                   | Мария Гордеева      | Кира Доможирова и Илья Вегера                                      |
| 7     | Марк Кондратюк (приз за лучший каскад из двух прыжков)               | Алёна Принёва       | Наталья Хабибуллина и Илья Княжук                                  |
| 8     | Владислав Дикиджи (приз за лучший сольный прыжок)                    | Диана Мильто        | Влада Селиванова и Виктор Потапов                                  |
| 9     | Макар Игнатов                                                        | Виктория Морозова   |                                                                    |
| 10    | Григорий Фёдоров                                                     | Арина Мохова        |                                                                    |
| 11    | Пётр Гуменник                                                        | Алёна Жилина        |                                                                    |
| 12    | Михаил Терновский                                                    | Надежда Понтелеенко |                                                                    |

### Командные соревнования
|                 | Команда Козловского                                                                     | Команда Галлямова                                                                                         |
| Мужчины         | - Евгений Семененко - Лев Лазарев - Иван Попов - Дмитрий Алиев (приглашённый спортсмен) | - Арсений Федотов - Пётр Гуменник - Владислав Дикиджи                                                     |
| Женщины         | - Софья Муравьёва - Маргарита Базылюк - Мария Гордеева                                  | - Аделия Петросян - Елена Костылева - Екатерина Кольцова - Елизавета Туктамышева (приглашённый спортсмен) |
| Пары            | - Александра Бойкова и Дмитрий Козловский - Екатерина Чикмарёва и Матвей Янченков       | - Анастасия Мишина и Александр Галлямов - Елизавета Осокина и Артём Грицаенко                             |
| Итоговые оценки | 382,95                                                                                  | 329,97 |